# كورت شيلينغ
كورت شيلينغ (بالإنجليزية: Curt Schilling) هو ناشر أمريكي، ولد في 14 نوفمبر 1966 في أنكوريج في الولايات المتحدة.

## وصلات خارجية
- كورت شيلينغ على موقع دوري كرة القاعدة الرئيسي (الإنجليزية)
- كورت شيلينغ على موقعبيزبول رفرنس.كوم (الدوري الرئيسي) (الإنجليزية)
- كورت شيلينغ على موقعبيزبول رفرنس.كوم (الدوري الثانوي) (الإنجليزية)
- كورت شيلينغ على موقع جمعية أبحاث البيسبول الأمريكية (الإنجليزية)
- كورت شيلينغ على موقع إي إس بي إن.كوم (أم.أل.بي) (الإنجليزية)
- كورت شيلينغ على موقع مشجعي الرسوم البيانية (الإنجليزية)
- كورت شيلينغ على موقع IMDb (الإنجليزية)
- كورت شيلينغ على موقع الموسوعة البريطانية (الإنجليزية)
- كورت شيلينغ على موقع إن إن دي بي (الإنجليزية)
- كورت شيلينغ على موقع قاعدة بيانات الفيلم (الإنجليزية)